# 재고자산
재고자산(在庫資産, inventory asset)은 유동자산 중의 하나이다. 정상적인 영업과정에서 판매를 위하여 보유하거나 생산중에 있는 자산 및 생산 또는 서비스 제공과정에 투입될 원재료나 소모품 형태로 존재하는 자산을 말한다.

## 종류
재고자산의 종류로는 상품, 제품, 반제품, 재공품, 원재료, 미착품, 소모품 등이 있다.